# Regional Sports Academy
Regional Sports Academy (RSA) is een Surinaamse, parastatale sportacademie De academie werd in 2012 opgezet onder toeziend oog van de Caricom en bedient de Caraïbische regio.
Nadat de Caricom aan Suriname groen licht had gegeven voor de oprichting van de RSA, werd door BuZa-minister Winston Lackin naar financiering gezocht. Hij vond samenwerking van de voetballer Clarence Seedorf en diens vader, waarna een internationaal netwerk werd benaderd. Uiteindelijk kwam er ondersteuning uit Cuba (inclusief de levering van enkele trainers), Brazilië, Frans-Guyana en Qatar. Daarnaast werd Unesco bij het project betrokken.
De academie werd op 13 april 2012 geopend in aanwezigheid van minister Paul Abena en andere regeringsvertegenwoordigers. De focus lag bij de start op sporten als basketbal, voetbal, volleybal en zwemmen.
De RSA bevond zich rond 2017 in de financiële problemen en maakte in 2018 een doorstart. De academie werd gestart in het Clarence Seedorf Complex en werd later gevestigd op de campus van de AdeKUS in Paramaribo.